# Krung Thon-brug
De Krung Thon-brug (Thai: สะพานกรุงธน) is een brug over de Menam in de Thaise hoofdstad Bangkok. De brug verbindt de districten Dusit en Bang Phlat met elkaar. De brug heeft zes bogen en heeft een stalen bovenkant en betonnen pilaren.

## Geschiedenis
De bouw van de Krung Thon-brug startte op 31 augustus 1954 door Fuji Car Manufacturing en Sahawitsawa Kan Yotha. Op 24 juni 1955 werd er de eerste steen gelegd. In het eind van 1957 was de Krung Thon Brug af en de brug werd voor het verkeer geopend op 7 maart 1958. De brug werd gebouwd om het verkeer te verminderen op de Phra Phutta Yodfa-brug en heeft 24.837.500 Thaise baht gekost.
De Krung Thon-brug werd door de lokale bevolking tijdens de bouw ook Sang Hi-brug (Thai: สะพานซังฮี้) genoemd, omdat de brug toen zijn officiële naam nog niet had en de brug onderdeel van de Sang Hi-weg was (nu Ratchawithiweg).

## Afmetingen
De Krung Thon-brug heeft een lengte van 648,9 meter, waarvan 366,2 meter boven het water, 185 meter aan de oostzijde en 97,2 meter aan de westzijde. In het midden van de brug heeft de weg een hoogte van 7,5 meter boven zeeniveau.
Op de Krung Thon-brug zij vier rijbanen, waarvan twee naar het westen en twee naar het oosten. Op de brug zijn ook twee voetpaden, waarvan een aan de noordelijke kant en een aan de zuidelijke kant.
Kanchanaphisek-brug · Bhumibol II-brug · Bhumibol I-brug · Rama IX-brug · Krungthep-brug · Rama III-brug · Taksinbrug · Phra Pok Klao-brug · Phra Phutta Yodfa-brug · Phra Pinklao-brug · Rama VIII-brug · Krung Thon-brug · Rama VI-brug · Rama VII-brug · Rama V-brug · Phra Nang Klao-brug · Phra Nang Klao Parallel-brug · Rama IV-brug · Nonthaburi-brug · Pathum Thani-brug · Pathum Thani II-brug · Chiang Rak-brug · Bang Sai-brug · Ko Rian-brug · Kasatrathirat-brug · Ayutthaya–Phu Khao Thong-brug · Pa Mok-brug · Ang Thong-brug · Ang Thong II-brug · Wat Chaiyo-brug · Phrom Buri-brug · Luang Pho Phae-brug · Sing Buri-brug · In Buri-brug · Wat Khok Chan-brug · Chao Phraya Dam · Chainat-brug · Thammachak-brug · Somdet Phra Wannarat Heng Khemchari-brug · Takhian Luean-brug · Dechatiwong-brug